# منطقة جازان
منطقة جازان هي إحدى المناطق الإدارية التابعة للمملكة العربية السعودية، تقع بجنوب غرب المملكة وتطل على البحر الأحمر. ويوجد بها ميناء جازان ثالث موانئ المملكة على ساحل البحر الأحمر من حيث السعة. عاصمة المنطقة الإدارية هي مدينة جيزان، وتضم المنطقة عدد من المحافظات والمراكز الإدارية التابعة لها المتوزعة في قسميها الشرقي في المرتفعات الجبلية والغربي الساحلي، حيث تمتاز بتنوعها البيئي والمناخي وتعتبر البوابة الرئيسية لجزر فرسان. وقد كانت المنطقة تعرف سابقاً باسم المخلاف السليماني وبها آثار يرجع تاريخها إلى 8000 سنة قبل الميلاد. وتعد منطقة جازان أحد المنافذ البرية التي تربط السعودية بالجمهورية اليمنية كونها تحدها من الجهة الجنوبية والجنوبية الشرقية. كما تعد منطقة جازان إحدى أهم المناطق الزراعية في المملكة حيث تتنوع محاصيلها، ومن أشهر هذه المحاصيل المانجو وكذلك البابايا وعدد من المحاصيل الزراعية الأخرى. وتعتبر منطقة جازان ثاني أصغر مناطق المملكة مساحة بعد منطقة الباحة، حيث تقدر مساحتها بنحو 13.457 كم2، وبلغ عدد سكان منطقة جازان (1,404,997) نسمة حسب تعداد السعودية 2022.

## تاريخ المنطقة

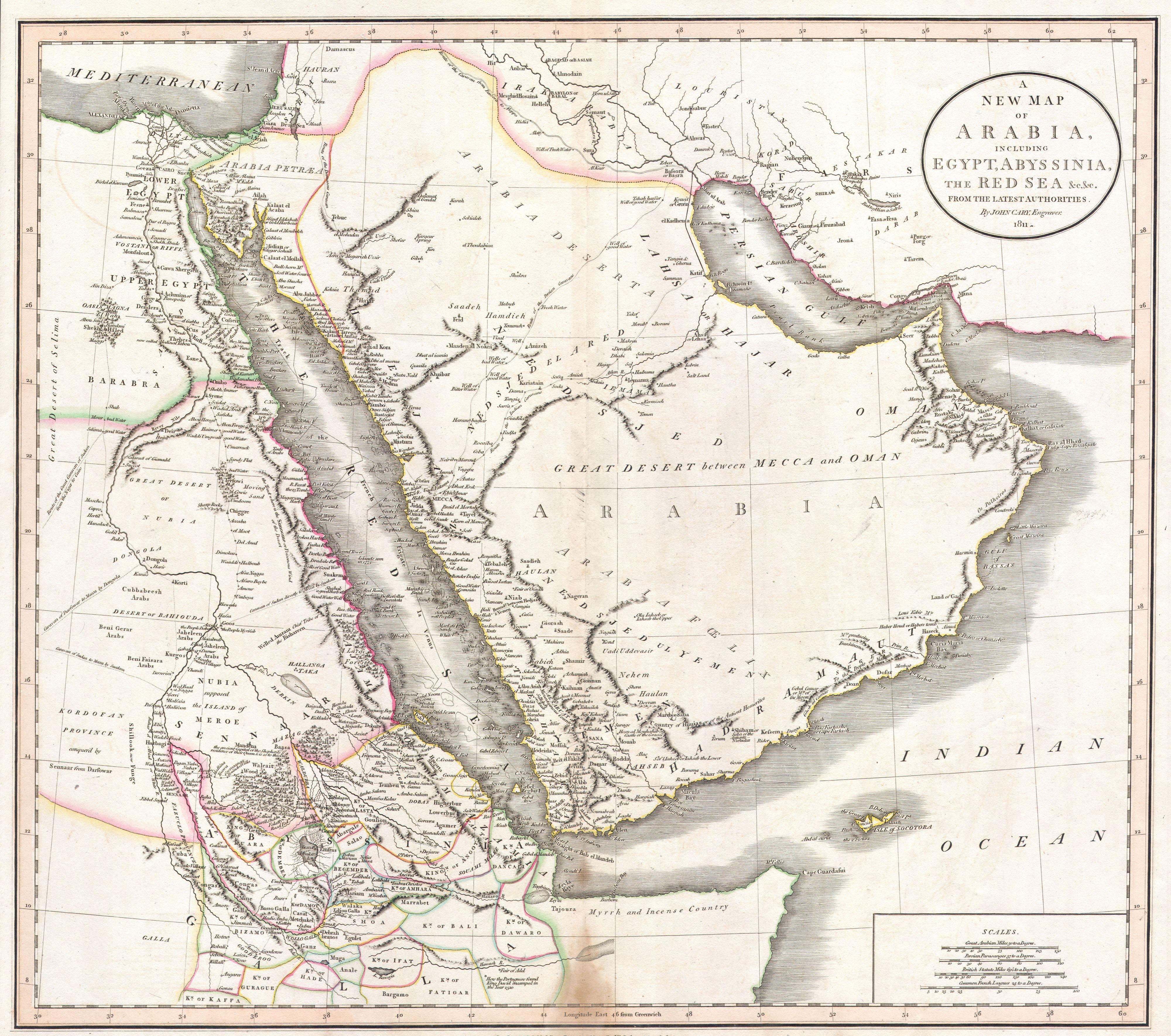
خارطة يرجع تاريخها إلى العام 1811 بيد رسام الخرائط الإنجليزي جون كيري تظهر فيها جازان وعدد من بلدات ومدن الجزيرة العربية

عرفت منطقة جازان الحالية في العهد الجاهلي ثم الإسلامي حتى العصر الحديث بكونها مخلافا والمِخْلاف هو الكَوْة والكورة كل صُقع يشتمل على عدة قرى لها قصبة أو مدينة أو نهر؛ يجمع باسمه تلك القرى. وعن إشتقاقه يقول ياقوت الحموي (ت 626 هـ): لم أسمع في اشتقاقه شيئاً، لكنه يؤكد أن التسمية ناتجة عن تخلف القبائل في بعض النواحي واستقرارهم بها. فإذا استقرت القبيلة في ناحية ما سموها مخلافاً لتخلفها في تلك الناحية، وسموا المخلاف باسم أب تلك القبيلة. جاء في حديث معاذ: (من تحول من خلاف إلى مخلاف فعُشره وصدقته إلى مخلاف عشيرته الأول، وإذا حال عليه الحول). وعليه فالمخلاف كلمة تطلق على المنطقة المتعددة القرى يجمع بينها في الغالب مدينة تكون مرجعاً ويكون اسمها جامعاً لتلك القرى. كما يكون معناه أيضاً: المنطقة أو الناحية التي تخلفت بها قبيلة ما، ولتخلفها واستقرارها بها، عرفت تلك المنطقة أو الناحية بالمخلاف وسمي المخلاف أب تلك القبيلة: كمخلاف حَكَم ومخلاف هَمَدان. والمخلاف تسمية مألوفة في جنوب الجزيرة العربية وتهامة واليمامة، بل وفي البصرة والكوفة أيضاً. وأشهر تلك الأسماء هي:

### مخلاف حَكَم
هو نسبه إلى قبيلة بني الحكم، وقاعدته مدينة الخصُوف على عدوة وادي خُلب ' والشَّرجة ساحله (مرساه). وملوكه من حكم آل عبد الجدَ. حدوده: يمتد هذا المخلاف من وادي صبياء شمالاً إلى أودية عبس جنوباً. قال الهمداني (ت بعد 344 هـ) وهو يعدد أودية تهامة: «يتلوه (أي وادي مور) وادايا بني عبس من حكم، ووادي حيران وخذلان» وهذه الأودية جنوب حرض، ضمن أراضي الجمهورية اليمنية حالياً. وبذلك فإن الحدود القديمة لمخلاف حكم تجاوزت حرض أو (الشرجة) لتشمل عبس.

### مخلاف عثر
وهو مخلاف عظيم وتغر جميل وسـاحل جليل، وأحد أسـواق العرب. مـلوكه من بني طرف وكانوا موالي بني مخزوم. حدوده تمتد من وادي صبيا جنوباً إلى وادي حمضة شمالاً غير أن الأقدمين لم تكن إشارتهم إلى وادي حمضة على أنه نهاية مخلاف عثر بل إلى أن الوادي من عثر والحدود الإدارية لمنطقة جازان من الناحية الشمالية تمتد إلى ما وراء حمضة والقحمة لتصل إلى وادي ذهبان (شمال القحمة)، لأن قبيلة المنجحة التي تتبع للقحمة تمتد منازلهم إلى الضفة الجنوبية لوادي ذهبان، لتبدأ من ضفته الشمالية قبيلة بني هلال التابعة للبرك.

### المخلاف السُلَيْماني

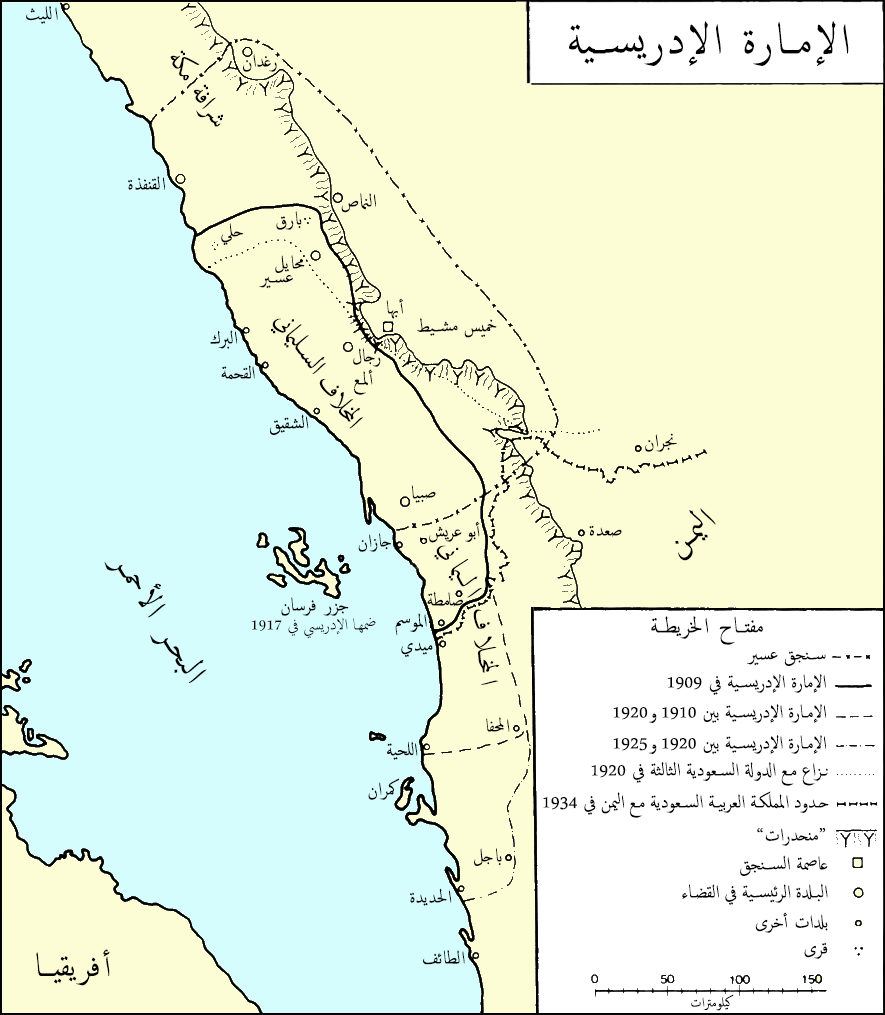
المخلاف السليماني في فترة حكم الأدارسة.

وهذه التسمية الأكثر شهرة من التسميتين السابقتين (حكم وعثر) ليس في تاريخ المنطقة فحسب، بل في كافة كتب التاريخ المعنية بجنوب الجزيرة العربية. حيث أن تسمية مخلاف حكم وكذلك تسمية مخلاف عثر انتهيا في النصف الأخير من القرن الرابع الهجري بتوحيدهما في إطار سياسي واحد عًرف بـ (المخلاف السليماني).
ومبدأ تلك الشهرة يرجع إلى النصف الأخير من القرن الرابع الهجري، يمتد من الأطراف الجنوبية لمخلاف حكم (جنوب أودية عبس) جنوباً، إلى آخر حدود مخلاف عثر على ضفاف وادي ذهبان عند بلدة البرك شمالاً.
لكنه مالبث أن مد نفوذه إلى الشمال حتى تخوم وادي حلي شمالاً.
لعب المخلاف السليماني دورًا سياسيًا خلال فترات مختلفة من تاريخ الجزيرة العربية، نتيجة لموقعه الجغرافي بين الحجاز واليمن، ومرور طرق تجارية رئيسية به، مثل الطريق الساحلي على البحر الأحمر والطريق الأوسط الداخلي. وقد تأثر المخلاف بالأحداث السياسية التي شهدتها المنطقة، ومر بمراحل متعددة. يُقسم تاريخه السياسي إلى فترات ارتبطت بأهم الأحداث التي وقعت فيه أو شارك فيها، وكانت قريش تسلكه في رحلة الشتاء.

### اسم جازان
أخذ يلوح في أفق المنطقة تسمية أخرى، ما تزال تتردد على مسامع العامة والخاصة حتى أصبحت التسمية الأقرب في الخطاب والكتاب في الوقت الذي أخذت فيه التسمية التاريخية تتلاشى شيئاً فشيئاً حتى باتت التسمية 'المخلاف السليماني' غير معروفة الدلالة إلا لذوي الاهتمام والمطالعات التاريخية، تلك التسمية هي جَـازَان وتردد اسم جازان بهذا اللفظ، على الأقل منذ بداية التاريخ الإسلامي على صفحات كثير من المصادر التاريخية والأدبية، كما تردد على صفحات كتب الحديث والتراجم إلا أن نجم شهرته تأثر تألقاً وأقولاً تبعاً لقوة تأثيره في الحديث السياسي.
وربما ساهمت المراكز السياسية بمسمياتها المنوه عنها آنفاً في بُعد هذا الاسم عن مسرح الإعلام السياسي، لشغل تلك المسميات مساحة كبيرة منه ومع ذلك تمكن اسم جازان بين وقت وآخر من تحقيق الحضور الإعلامي المناسب أبتداء بجازان الوادي، ومروراً بجازان الداخلية، ثم جازان البندر (الساحلية) وانتهاء بجازان المقاطعة ثم جازان المنطقة الإدارية.
وفيما يلي رصد مرحلي لاسم جازان منذ بداية ظهوره ودلالاته المختلفة عبر العصور التاريخية المتعاقبة حتى العصر الحاضر:
- القرن الأول الهجري

وفيه تردنا أقدم إشارة صريحة تحمل اسم جازان بهذا اللفظ، حيث أقطع الخليفة الأموي سليمان بن عبد الملك (ت 99 هـ) الشاعر أبا دهبل الجمحي القرشي (126) أرضاً بمنطقة الدارسة جازان.
تشير المصـادر إلـى أن علاقة الشاعر بالمنطقة ربمـا بدأت منذ إمارة عبد الله بن الزبير التي قامت بين 63 هـ و73 هـ حيث ولَّى الأخيرُ الشاعر عملاً في جنوب الجزيرة العربية، وربما يكون هذا العمل منطقة الدراسة جازان. وأن سليمان أعدها له.
ويرجح د. الزيلعي أن الشاعر مكث زمناً ليس بالقصير في منطقة جازان بدليل ورود كثير من أمكنتها في شعره بما فيها جـازان.
حيث يقول:
- القرن الثاني الهجري

وفيه عاش الإمام يحي بن آدم بن سليمان مولى بني أمية، وألف كتابه المعروف: الخراج وأورد فيه عن رسول الله ﷺ حديثاً هذا نصه:
أن عبد الله بن حرملة المدلجي الكناني أن رجلا قال لرسول الله ﷺ «يا رسول الله إني أحب الجهاد والهجرة وأنا في مال لا يصلحه غيري». فقال له رسول الله ﷺ : « لن يألِتَك الله من عملك شيئاً ولو كنت بضمد وجازان»
إلا أن كتب الحديث وكتب جرح وتعديل الرجال أشارت إلى ضعف الحديث لأسباب أهمها أنه عن طريق إبراهيم بن أبي يحيى وهو: أبو أسحاق إبراهيم بن محمد بن أبي يحيى سمعان الأسلمي المدني المتوفى بالمدينة سنة 184 هـ.

### العهد السعودي
رغم الاهتمام العثماني بالمدن الساحلية إلا أن ذلك الاهتمام كان يتفاوت من مدينة إلى أخرى فلم يحظ بندر جازان بما حظيت به المدن الساحلية الكبرى كبندر جدة مثلاُ. حتى الدول المحلية التي قامت في المخلاف السليماني بعد دخول العثمانين إلى المنطقة انصرفت إلى المدن الداخلية تتخذ منها عواصم لها وتزيد في الاهتمام بها. كدولة أحمد بن غالب (1102 ـ 1105 هـ) وعاصمته أبو عريش وجازان (القديمة). ودولة آل خيرات (1141 ـ إلى ما بعد 1284 هـ) وعاصمتهم أبو عريش ودولة الأدارسة (1326 ـ 1351 هـ) وعاصمتهم صبيا مما جعل بندر جازان محدود الأهمية، لا تتجاوز أهميته كمرسى لوادي جازان وإن بنى بعض أمراء تلك الدولة قلاعاً فيه.
وظل بندر جازان كذلك حتى دخلت المنطقة تحت الحماية السعودية بموجب معاهدة مكة عام 1345 هـ بين الملك عبد العزيز آل سعود والإمام الحسن الادريسي. ثم تم ضمها إلى مقاطعات ' مملكة الحجاز ونجد وملحقاتها ' على أثر برقية رفعها الإمام الإدريسي للملك عبد العزيز آل سعود عام 1349 هـ (الموافق لعام 1930 م) وبذلك أصبحت جازان وما حولها جزءاً من البلاد السعودية. فاتخذت الدولة السعودية مقراً لأول مندوب لها وهو صالح بن عبد الواحد بجـازان البحر.
وبعد ثورة الأدارسة وفرارهم إلى الجبال اليمنية في أواخر عام 1351 هـ شهدت المنطقة انتعاشاً في مجال التنظيم الإداري والعمراني فأصبحت العاصمة الإدارية لعموم المنطقة، والمقر الدائم لأميرها. كما أصبحت الثغر الوحيد الذي تطل منه منطقة جازان على خطوط الملاحة البحرية الإقليمية والعالمية بعد أن أغلقت بقية الثغور والمراسي التي كانت مفتوحة على طول شواطئ المنطقة.

#### حرب الخوبة
في شهر نوفمبر من العام 2009 م قام مسلحون حوثيون بالتسلل عبر الحدود اليمنية إلى جبل دخان بالجزء الواقع في مركز الخوبة الحدودي التابع لمحافظة الحرث بمنطقة جازان، وقد تم كشف تحركهم عن طريق قوات حرس الحدود السعودي وجرت اشتباكات بين الطرفين التي امتدت إلى القرية الحدودية بسبب عددهم الكبير وعلى إثر ذلك تمت عملية إخلاء للسكان السعوديين واليمنين من قرى الشريط الحدودي، وقد تحركت ألوية من القوات البرية الملكية السعودية إضافة إلى القوات البحرية الملكية السعودية كما تم إرسال طائرات حربية تابعة إلى القوات الجوية الملكية السعودية التي قصفت المواقع التي يتمركز فيها المسلحون الحوثيون. وفي عام 2010 م أعلن المسلحون انسحابهم بسبب القصف الجوي والمدفعي.

#### عاصفة الحزم
عاصفة الحزم هي عملية عسكرية سعودية، بمشاركة تحالف دولي مكون من عشر دول ضد الحوثيين والقوات الموالية للحوثيون وعلي عبد الله صالح. بدأت في الساعة الثانية صباحا بتوقيت السعودية من يوم الخميس 5 جمادى الثانية 1436 هـ - 26 مارس 2015، وذلك عندما قامت القوات الجوية الملكية السعودية بقصف جوي كثيف على المواقع التابعة لمليشيا الحوثي والقوات التابعة لصالح في اليمن. تم فيها السيطرة على أجواء اليمن وتدمير الدفاعات الجوية ونظم الاتصالات العسكرية خلال الساعة الأولى من العملية. وأعلنت السعودية بأن الأجواء اليمنية منطقة محظورة. وحذرت من الاقتراب من الموانئ اليمنية. وكانت السعودية وعلى لسان ووزير دفاعها قد حذرت قبل شن عمليات عاصفة الحزم من عواقب التحرك نحو عدن. وجاء ذلك بعد طلب تقدم به الرئيس اليمني عبد ربه منصور هادي لإيقاف الحوثيين الذين بدأوا هجوماً واسعاً على المحافظات الجنوبية، وأصبحوا على وشك الاستيلاء على مدينة عدن، التي انتقل اليها الرئيس هادي بعد انقلاب الحوثيون.وأعلنت دعمها السياسي والعسكري للعمليات العسكرية وعن ترتيبات تجريها مع دول الخليج للمشاركة في العمليات ضد الحوثيين، وبدأت أول الضربات الجوية للطيران السعودي على مطار صنعاء وقاعدة الديلمي الجوية ومقر قيادة القوات الجوية التي كان الحوثيون قد سيطروا عليها وعينوا قائداً لها منهم، وأعلنت السعودية بأن الأجواء اليمنية منطقة محظورة، وهو ما أُعتبره حزب المؤتمر عدواناً على اليمن وتقوم القوات البر ية الملكية السعودية وحرس الحدود السعودي بتأمين حدود منطقة جازان ونجران وعسير وهناك عمليات عسكرية من قصف مدفعي وصاروخي تتم من الحدود السعودية في منطقة جازان ونجران وعسير.

## تقسيم المنطقة إداريا

### الإمارة
أنشئت إمارة منطقة جازان عام 1351 هـ أثناء توحيد المملكة العربية السعودية وتتبع الإمارة لوزارة الداخلية السعودية. مقر الإمارة كان في مدينة أبي عريش قديما، ثم تم نقله إلى مدينة جيزان وهي الآن تعد العاصمة الإدارية للمنطقة. والأمير الحالي للمنطقة هو صاحب السمو الملكي الأمير محمد بن عبد العزيز بن محمد بن عبد العزيز آل سعود

### المحافظات والمراكز الإدارية التابعة
تنقسم منطقة جازان إلى 16 محافظة بالإضافة إلى المنطقة المحيطة بمدينة جيزان، وهي:

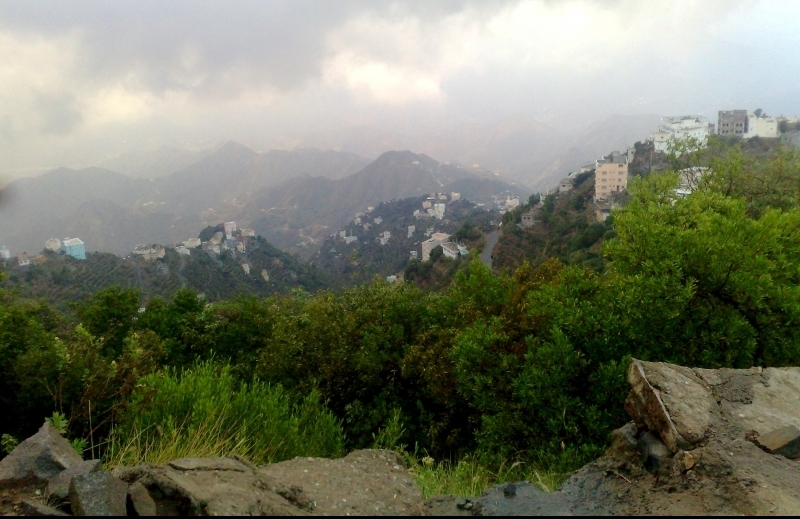
فيفا إحدى محافظات منطقة جازان

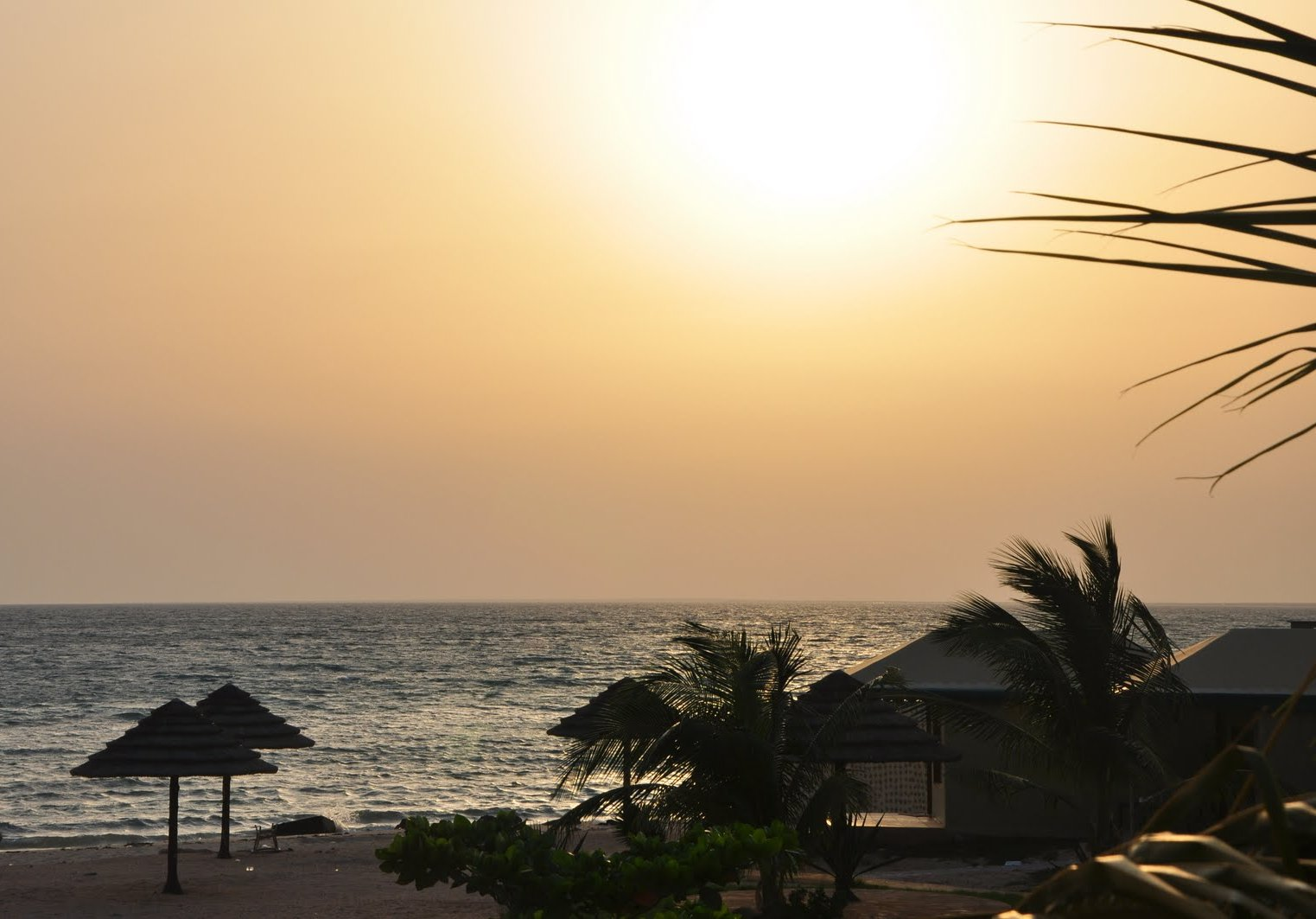
جزر فرسان في البحر الأحمر تتبع منطقة جازان وتقع إلى الغرب من مدينة جيزان

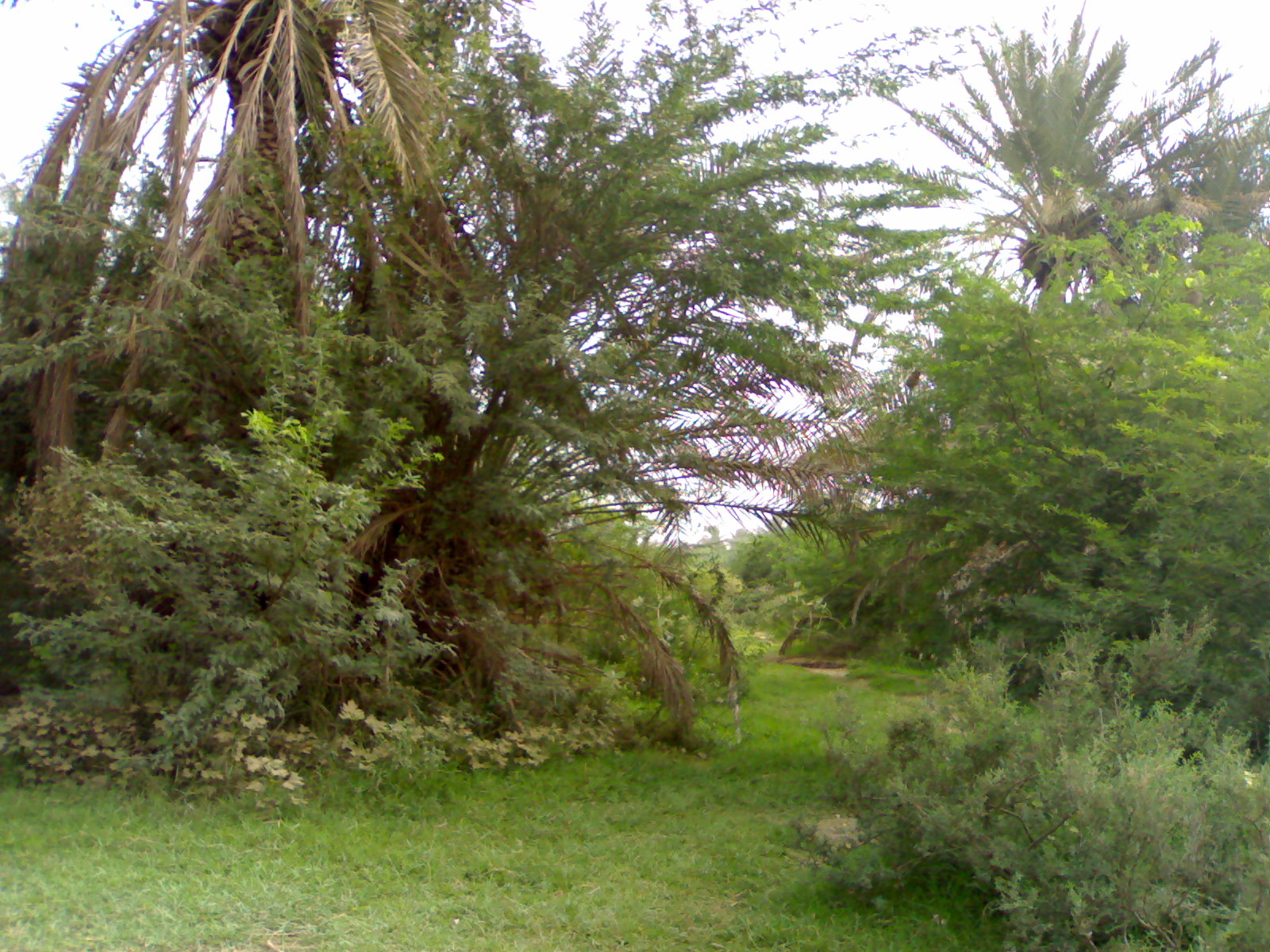
وادي الدحن بمركز الخشل التابع لمحافظة الحُرَّث جنوب منطقة جازان

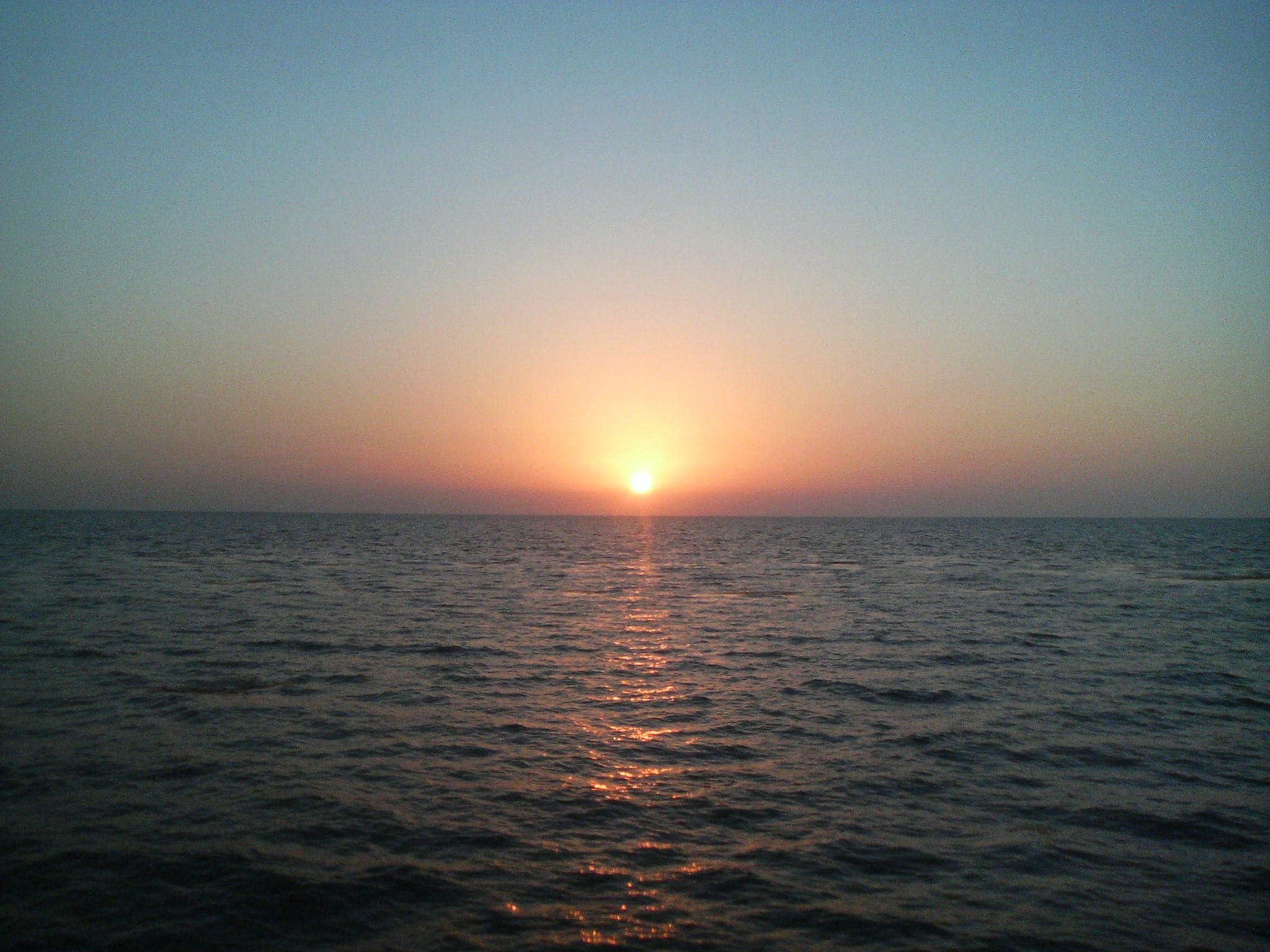
لحظة غروب الشمس من كورنيش مدينة جيزان الجنوبي

| المحافظة     | المراكز الإدارية                                  | إحصائية عدد السكان (2004) | إحصائية عدد السكان (2010) | إحصائية (2022) |
| ------------ | ------------------------------------------------- | ------------------------- | ------------------------- | -------------- |
| صبيا         | قوز الجعافرة العالية الكدمي                       | 198,086                   | 228,375                   | 223,083        |
| صامطة        | الموسم السهي القفل                                | 128,447                   | 147,330                   | 154,926        |
| أبو عريش     | وادي مقاب                                         | 123,943                   | 197,112                   | 187,060        |
| جيزان        | وادي جيزان الحكامية                               | 255,340                   | 134,764                   | 200,911        |
| أحد المسارحة | -                                                 | 70,038                    | 110,710                   | 130,545        |
| بيش          | مسلية الحقو الفطيحة الخلاوية والنجوع              | 58,269                    | 77,421                    | 86,996         |
| العارضة      | قيس القصبة الحميراء                               | 62,841                    | 76,705                    | 79,730         |
| ضمد          | الشقيري الحمى                                     | 62,366                    | 71,601                    | 64,136         |
| الدرب        | الشقيق عتود ريم                                   | 52,062                    | 69,134                    | 68,965         |
| العيدابي     | بلغازي ريع مصيده                                  | 52,515                    | 32,011                    | 32,940         |
| الدائر       | وادي دفا جبال الحشر آل يحيى وآل زيدان عثوان السلف | 49,239                    | 58,494                    | 47,424         |
| الريث        | رخية ملاطس                                        | 13,406                    | 18,961                    | 16,877         |
| الحُرَّث        | الخوبة الخشل                                      | 47,073                    | 18,586                    | 11,561         |
| فرسان        | صير السقيد                                        | 13,962                    | 17,999                    | 13,529         |
| الطوال       | -                                                 | -                         | 54,326                    | 36,259         |
| هروب         | الجويين منجد وساع رزان حجن بني امشيخ              | -                         | 28,788                    | 30,709         |
| فيفاء        | الجوة                                             | -                         | 29,793                    | 19,346         |

## الجغرافيا والسكان

### الموقع
تقع منطقة جازان في الجزء الجنوبي الغربي من المملكة العربية السعودية بيـن خطي طول (42 ْ - 43 ْ) شرقاً ودائرتي عرض (16 ْ - 17 ْ) شمالاً، ويحدها من الشمال والشرق منطقة عسير ومن الغرب البحر الأحمر بطول ساحلي نحو 330 كم، ومن الجنوب والجنوب الشرقي الجمهورية اليمنية، كما يبلغ العمق المتوسط للمنطقة من الشرق إلى الغرب نحو 100 كم.
وتعتبر هذه المنطقة همزة وصل بين التجارة البرية والبحرية للمنطقة الجنوبية إذ ان بها ميناء جازان ثالث موانئ المملكة من حيث السعة وتعتبر البوابة الرئيسية لواردات الجزء الجنوبي الغربي من المملكة وهي محطة استراحة للحجيج القادمين من اليمن بحكم موقعها على الطريق الذي يربط بين اليمن ومكة المكرمة.

### المساحة
وتبلغ المساحة الإجمالية لمنطقة جازان نحو 13.457 ألف كم2 بخلاف ما يقارب 80 جزيرة بالبحر الأحمر أشهرها جزيرة فرسان، حيث تبلغ مساحة هذه الجزر نحو 702 كم2، وتمثل هذه المساحة للمنطقة ما يقارب 0.7 % من مساحة المملكة العربية السعودية، وهي بذلك تعتبر من أصغر مناطق المملكة مساحة بعد منطقة الباحة.

### عدد السكان
- بلغ عدد سكان منطقة جازان (1,404,997) نسمة حسب تعداد السعودية 2022، عدد السعوديين (1,002,779) نسمة بنسبة 71,4%، وغير السعوديين (402,218) نسمة بنسبة 28,6 نسمة.[12]
- قدر عدد سكانها بحوالي 1,603,659 نسمة حسب إحصائية عام 2018م[28] وهي بذلك تعتبر أكثر مناطق السعودية كثافة سكانية بالنسبة للمساحة.[29][30][31]
- قدر إجمالي عدد السكان بمنطقة جازان بـ (1,567,547) نسمة، يمثلون نسبة 4.8% من عدد السكان المملكة، حسب إحصائية الهيئة العامة للإحصاء لعام 2017.[28]

### المناخ

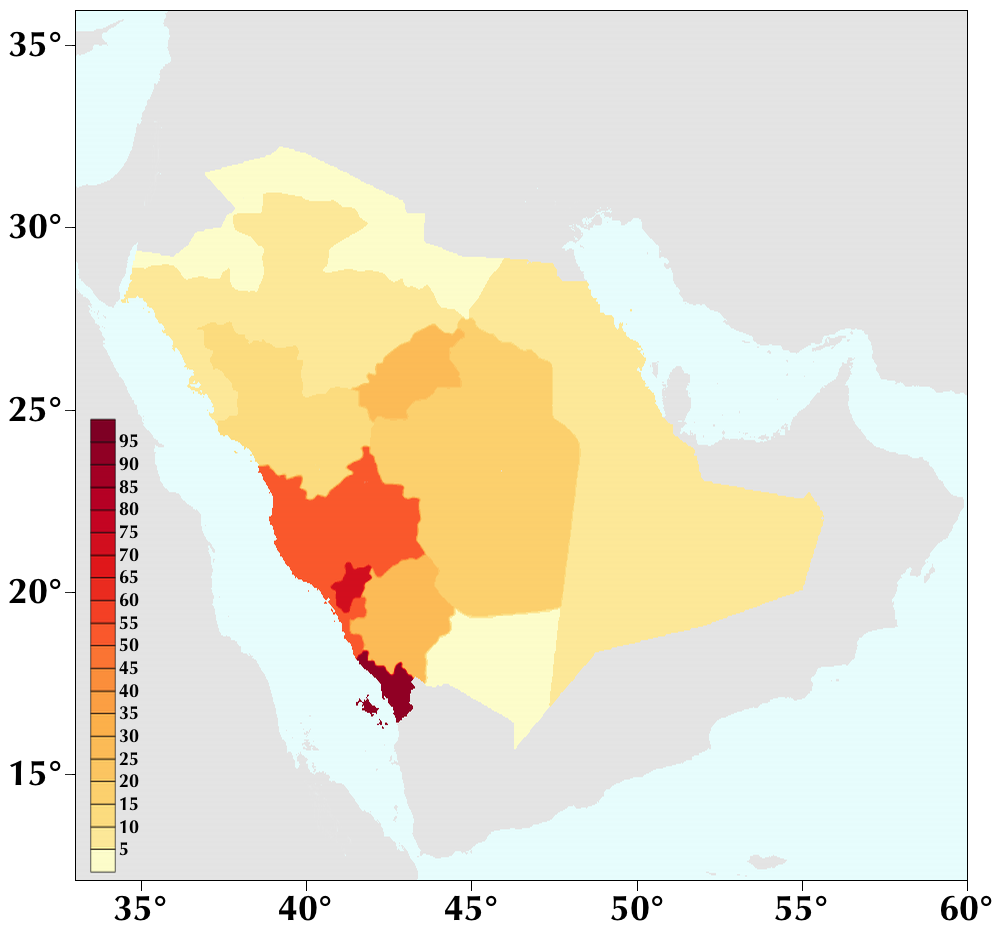
رسم يوضح كثافة عدد سكان السعودية (بالنسبة إلى كم²) حسب إحصائية عام 2010م وتظهر جازان ذات أعلى نسبة تليها الباحة.

يتأثر مناخ منطقة جازان بحركة الرياح الاستوائية ويتنوع لتنوع مظاهر السطح والخصائص الجغرافية للمنطقة، فإن مناخ السهل الساحلى معتدل شتاء وحار رطب صيفا، وتنخفض درجة الحرارة تدريجيا بإتجاه الجبال، وينتج عن ذلك هطول الأمطار، وترتفع درجة الحرارة خلال الفترة من شهر يونيو إلى شهر سبتمبر، ويتراوح متوسط درجات الحرارة بين 25 درجة مئوية في شهر يناير و35 درجة مئوية في شهر يونيو، وقد بلغت أقصى درجه حرارة 41 درجة، وأدنى درجة حرارة 18 , وتتزايد الرطوبة النسبية من اتجاه الجزء الشرقي للسهول إلى ناحية الغرب، ويتراوح معدل الرطوبة النسبية بين 61% في شهر يوليو إلى 79% في شهر ديسمبر، وبلغ الحد الأقصى للرطوبة النسبية 99% والحد الأدنى 27%.
كما تهب الرياح الشمالية الغربية على جازان من شهر مايو إلى شهر سبتمبر، وتهب الرياح الموسمية في شهري يونيو وأغسطس وتكون محملة بالعواصف الرملية مشكلة ظاهرة الغبرة، وتبلغ سرعة الرياح الموسمية في المنطقة حوالي 26 كم/ ساعة كمتوسط سنوي، إلا أن الفترة التي تتميز بزيادة سرعة الرياح تقع خلال الصيف، حيث ترتفع إلى ما يزيد على 30 كم/ ساعة خلال الأشهر مايو ويونيو وأغسطس وسبتمبر.
وتهطل الأمطار في المنطقة في فصل الصيف خلال شهور يوليو وأغسطس وسبتمبر، حيث تكون نسبة 47% من الهطول السنوى في جبال فيفاء ونحو 52% في أبو عريش ونحو 76% في صبيا ونحو 71% في هروب ونحو 61% في عتود ويتراوح تساقط الأمطار بين 100 إلى 450 مليمترا حسب ارتفاع الموقع، وتكون هذه الأمطار غالبا كثيفة وغزيرة، وتولد سيول ضخمة ومفاجئة نتيجة سقوط الأمطار على المناطق الجبلية وانحدارها الحاد تجاه الساحل، حيث مسارات الأودية الرئيسة بالمنطقة غالباً ما تتجه من الشرق إلى الغرب باتجاه ساحل البحر الأحمر.

## الخدمات

### التعليم
- جامعة جازان.
- المعهد المهني الصناعي.
- معهد جازان التقني.
- معهد جازان العلمي.
- المعهد العلمي بالعارضة.
- المعهد العلمي بصامطة.
- المعهد العلمي بفيفاء.
- المعهد العلمي بصبيا.
- المعهد العلمي بضمد.
- معهد المعلمات.
- المعهد التقني والمهني بمحافظة العارضة.

### الرعاية الصحية
تتوفر بالمنطقة عدد من المستشفيات والمراكز الصحية التي تخدم المواطنين والمقيمين منها وهي تختلف من ناحية السعة السريرية:

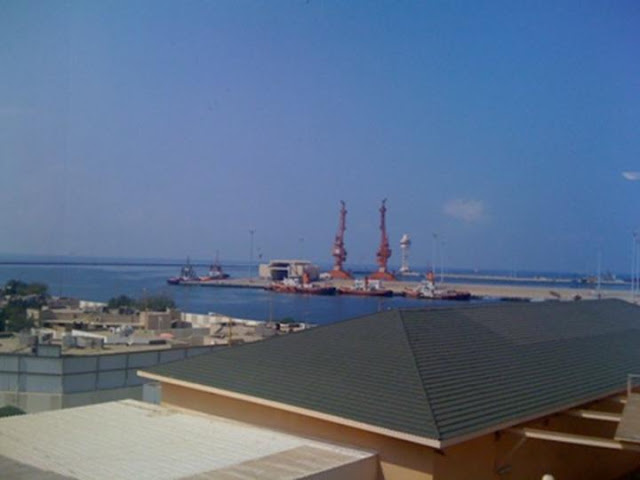
ميناء مدينة جازان

| - مستشفى الملك فهد المركزي بجازان - مستشفى جازان العام - مستشفى بني مالك العام - مستشفى العيدابي العام - مستشفى صبيا العام - مستشفى صامطة العام | - مستشفى أبو عريش العام - مستشفى بيش العام - مستشفى الموسم العام - مستشفى الأحد العام - مستشفى الدرب العام - مستشفى ضمد العام | - مستشفى العارضة العام - مستشفى فيفاء العام - مستشفى الريث العام - مستشفى الحرث العام - مستشفى الطوال العام - مستشفى فرسان العام | - مستشفى الأمراض الصدرية - مستشفى الصحة النفسية - مستشفى الأمير محمد بن ناصر |

### النقل والمواصلات
من وسائل النقل المتوفرة بالمنطقة:
- مطار الملك عبد الله الإقليمي بمدينة جيزان.
- شبكة من الطرق البرية (الزراعية والسريعة).
- توفر خدمة النقل البحري لقاصدي جزر فرسان.

## المعالم والآثار
| الاسم            | الصورة | الموقع (إحداثيات)                               | المحافظة | سنة البناء       | الوصف |
| ---------------- | ------ | ----------------------------------------------- | -------- | ---------------- | --- |
| مدينة عثر        | صورة   | 17°08′09″N 42°26′44″E / 17.135910°N 42.445443°E | صبيا     |                  | هي مدينة أثرية على ساحل البحر الأحمر غرب مدينة صبيا بمسافة 16 كيلو متراً تقريباً باتجاه قوز الجعافرة وهي مدينة مشهورة وقد لعبت دوراً مهماً في التجارة والاقتتصاد وكان سوقها من الأسواق المعروفة في الجزيرة العربية وأما مكانها حالياً فهو عبارة عن مدينة اندثرت وطغت الرمال على أطلالهاكانت اسرة بنو طرف ملوك مخلاف عثر موالين بنو مخزوم من قريش. وميناؤها من أنشط المواني بعد ميناء جدة في ذلك الزمان.                                                                   |
| قلعة أبو عريش    | صورة   | 16°57′59″N 42°49′47″E / 16.966502°N 42.829621°E | أبو عريش |                  | قلعة تدل على قدم عهدها وقد جاء ذكرها في كتاب العقيق اليماني في حوادث سنة 989 هـ وسنة 990 هـ وفي سنة991 هـ قام الحاكم التركي لمنطقة جازان ببناء القلعة وإصلاح ما خربته الحروب وظلت عامرة إلى نهاية الدولة العثمانية الأولى 1036 هـ وبعد ذلك تعاقب عليها الإصلاح من كل من تولى أمر المنطقة وأخيراً طالها الخراب وانهار الكثير من مبانيها وما زالت معدمة وكان يطلق عليها دار النصر بأبي عريش.                                                                            |
| مسجد القبب       | صورة   | 16°57′59″N 42°49′47″E / 16.966502°N 42.829621°E | أبو عريش | 1248 هـ          | بنى المسجد الشريف حمود بن محمد الخيراتي الملقب «أبو مسمار»، وتمم بناءه الشريف الحسين بن علي حيدر آل خيرات سنة 1248 هـ. |
| قلعة الدوسرية    | صورة   | 16°53′19″N 42°32′44″E / 16.888496°N 42.545586°E | جازان    |                  | هي قلعة أثرية يعود تاريخ بناءها إلى الدولة العثمانية حيث كانت مقر للحاكم التركي في جازان، وتقع القلعة وسط مدينة جيزان فوق جبل يطل على البحر في أعلى قمة جبل جازان، وعلى ارتفاع يقدر بنحو مئة وخمسين متر فوق سطح البحر، تأخذ القلعة شكل المربع ومساحتها الإجمالية تقدر بنحو تسعمئة متر مربع، مدعمة بأربعة أبراج ضخمة. |
| بيوت الأدارسة    | صورة   | 17°09′37″N 42°39′04″E / 17.160232°N 42.651084°E | صبيا     |                  | وهي أطلال قصور ومباني أسرة الأدارسة التي حكمت المنطقة سنين معدودة من الزمن قبل توحيد المملكة العربية السعودية وتقع شمال شرق محافظة صبيا. طريقة البناء تعطي صورة عن الطراز العمراني الذي كان قائما في المحافظة وطريقة البناء والزخرفة التي كانت متبعة آنذاك وتحديدا في البيت الحجري التهامي وكذلك المسجد. |
| حصن الشريف       | صورة   | 16°35′41″N 42°56′46″E / 16.594709°N 42.946018°E | صامطة    | 1242هـ أو 1249هـ | يقع حصن الشريف في مدينة صامطة جنوب منطقة جازان، ويعود بناء الحصن إلى عام 1242 هـ أو 1249 هـ في عهد الشريف محمد بن أبو طالب آل خيرات عندما كان حاكماً لصامطة. يتكون المبنى من طابقين وهو مبني من الآجر وهو الطين المحروق ومستوف من الخشب. وقد تمت عملية تجديد المبنى في العام 1333 هـ في عهد دولة الأدارسة في عهد الشريف حمد بن محمد علي مكرمي. حالياً المبنى على وشك الإنهيار وهو بحاجة إلى ترميم حيث أن عملية الترميم الأخيرة تجاوزت المئة عام.                       |
| القلعة العثمانية | صورة   | 16°42′44″N 42°07′21″E / 16.712329°N 42.122526°E | فرسان    |                  | القلعة العثمانية هي إحدى المباني الأثرية بجزيرة فرسان وأحد رموزها وتقع في شمال فرسان أي بين فرسان وقرية المسيلة على مرتفع يمنحها موقعاً إستراتيجيا لأنه يطل على عموم بلدة فرسان، هي مبنية من الحجارة والجص الموجودة خاماته بكثرة في جزيرة فرسان وسقفه مصنوع من جريد النخيل الموضوعة على أعمدة من قضبان سكة حديد. |
| منزل الرفاعي     | صورة   | 16°25′20″N 42°04′13″E / 16.42225°N 42.07022°E   | فرسان    |                  | هو منزل تاجر اللؤلؤ أحمد منور رفاعي ويتميز بجمال تصميمه ونقوشه ويعد تحفة حقيقية في مجال الفن المعماري القديم حيث يعكس الثراء والترف بفرسان أيام ازدهار تجارة اللؤلؤ. ولمنزل الرفاعي نسخة طبق الأصل موجودة في الرياض يستطيع رؤيتها كل من يزور قرية جازان التراثية بمهرجان الجنادرية. |
| بيت الجرمل       | صورة   | 16°39′18″N 42°01′53″E / 16.655106°N 42.03146°E  | فرسان    | 1901 م           | عبارة عن مبنى يقع على ساحل جزيرة قماح يقال أن الألمان قاموا ببنائه بهدف جعله مستودعاً للأسلحة والذخيرة نظراً لما يمثله موقع الجزيرة الاستراتيجي من أهمية لتوفير الذخيرة لسفنهم المتجولة في البحر الأحمر أثناء الحرب العالمية الأولى، ويعتقد أن السبب في عدم إنهاء بنائه هو انتهاء الحرب سنة 1918م وعلى الرغم من الجهد المبذول في إنشاء هذا المستودع إلا أن الكثير من أعمدته قد انهارت نتيجة تأكلها بسبب عوامل التعرية. ويبلغ طوله حوالي 107 أمتار وعرضه حوالي 34 متراً. |
| مسجد النجدي      | صورة   | 16°25′18″N 42°42′04″E / 16.42176°N 42.7011°E    | فرسان    | 1347 هـ          | من مساجد جزيرة فرسان القديمة والذي شيده تاجر اللؤلؤ إبراهيم التميمي في عام 1347 هـ وأهم ما يميز هذا المسجد هو النقوش والزخارف الإسلامية والتي تشبه إلى حد كبير تلك الموجودة في مسجد قصر الحمراء. |
| قلعة لقمان       | صورة   | 16°24′04″N 42°05′38″E / 16.40115°N 42.09376°E   | فرسان    |                  | قلعة لقمان أو جبل لقمان كما يسميها أهالي فرسان وتقع على يسار الطريق المتجه إلى قرية المحرق وهو عبارة عن مرتفع مكون من مجموعة من الصخور مربعة الشكل تقريبا وتدل على أنها أنقاض لقلعة قديمة. |
| مباني غرين       | صورة   | 16°32′14″N 41°30′51″E / 16.53729°N 41.51419°E   | فرسان    |                  | تتميز منطقة غُرين بصخورها الضخمة حيث يبلغ مساحة الحجر الواحد منها حوالي 2,5 * 1,5 متراً أو تزيد، كما أنه قد يزن عدة أطنان. وفي موضع آخر يدعى «بالقريا» يوجد آثار مشابهة أبرز ما فيها الأسرة المصنوعة من الحجارة وبقايا غرف لايزيد الضلع الواحد منها عن حجرين منحوتين بشكل هندسي. ويقدر من خلال الكتابات الموجودة على بعضها أنها تعود إلى عصور ما قبل الإسلام. |
| وادي مطر         | صورة   | 16°23′26″N 42°52′54″E / 16.39053°N 42.8817°E    | فرسان    |                  | في جنوب بلدة فرسان وعلى بعد تسعة كيلو مترات تقريباً وفي المنطقة التي تعرف«بوادي مطر» توجد بعض الأطلال ذات الصخور الكبيرة والتي كتب على بعضها بعض الكتابات الحميرية فسرت من قبل بعض الخبراء التابعين لقسم الآثار بوزارة المعارف سابقاً، بأنها كتابات حميرية تعود إلى عصور ما قبل الإسلام، والشيء الذي يميز معظم المناطق الأثرية في الجزيرة هو الصخور الضخمة المستخدمة في تلك المباني.                                                                                   |
| منطقة الكدمي     | صورة   | 16°24′15″N 42°05′24″E / 16.40405°N 42.09011°E   | فرسان    |                  | وتقع هذه المنطقة الأثرية في قرية القصار وهي عبارة عن أبنية متهدمة ذات أحجار كبيرة يغلب عليها الطابع الهندسي ويتمثل في مربعات ومستطيلات بقايا أحجار تشبه إلى حد كبير الأعمدة الرومانية. وبعض هذه الحجارة قد لا تخلو من كتابات قديمة بالخط المسند. |
| مباني العرضي     | صورة   | 16°25′11″N 42°04′20″E / 16.41960°N 42.07218°E   | فرسان    |                  | يقع العرضي في جنوب فرسان خلف مبنى إمارة محافظة فرسان بالضبط وهي عبارة عن مبان دائرية أو مستطيلة الشكل مبنية على شكل حلقة دائرية على مساحة لا بأس بها، وتعتبر هذه الثكنات العسكرية هي إحدى الدلائل على وجود العثمانيين بالجزيرة إبان العهد العثماني. وتكمن المشكلة أنه لم ينظر إلى هذه المعالم نظرة جادة كونها إحدى الدلائل المرتبطة بالقلعة العثمانية ولم يتم تسويرها أسوة ببقية المناطق الأثرية التي تم تسويرها وذلك لحمايتها من الاعتداء عليها.                    |

كما أن هنالك العديد من المواقع الأثرية في القطاع الجبلي وهي تتنوع ما بين القلاع والقرى الأثرية، من القلاع هنالك قلعة الخطم وقلعة الموفا وقلعة منصية وقلعة الثوعية وقلعة النبعة. ومن القرى فهناك المسيجد والولجة وقيار والمزدرب والبهرة ومنصية. كما أن هنالك العديد من المواقع الأثرية الأخرى التي تتوزع في باقي محافظات المنطقة.

حصن الشريف يقع بمدينة صامطة، بني في حوالي الفترة ما بين 1242 - 1249 هـ في عهد الشريف محمد بن أبو طالب آل خيرات.
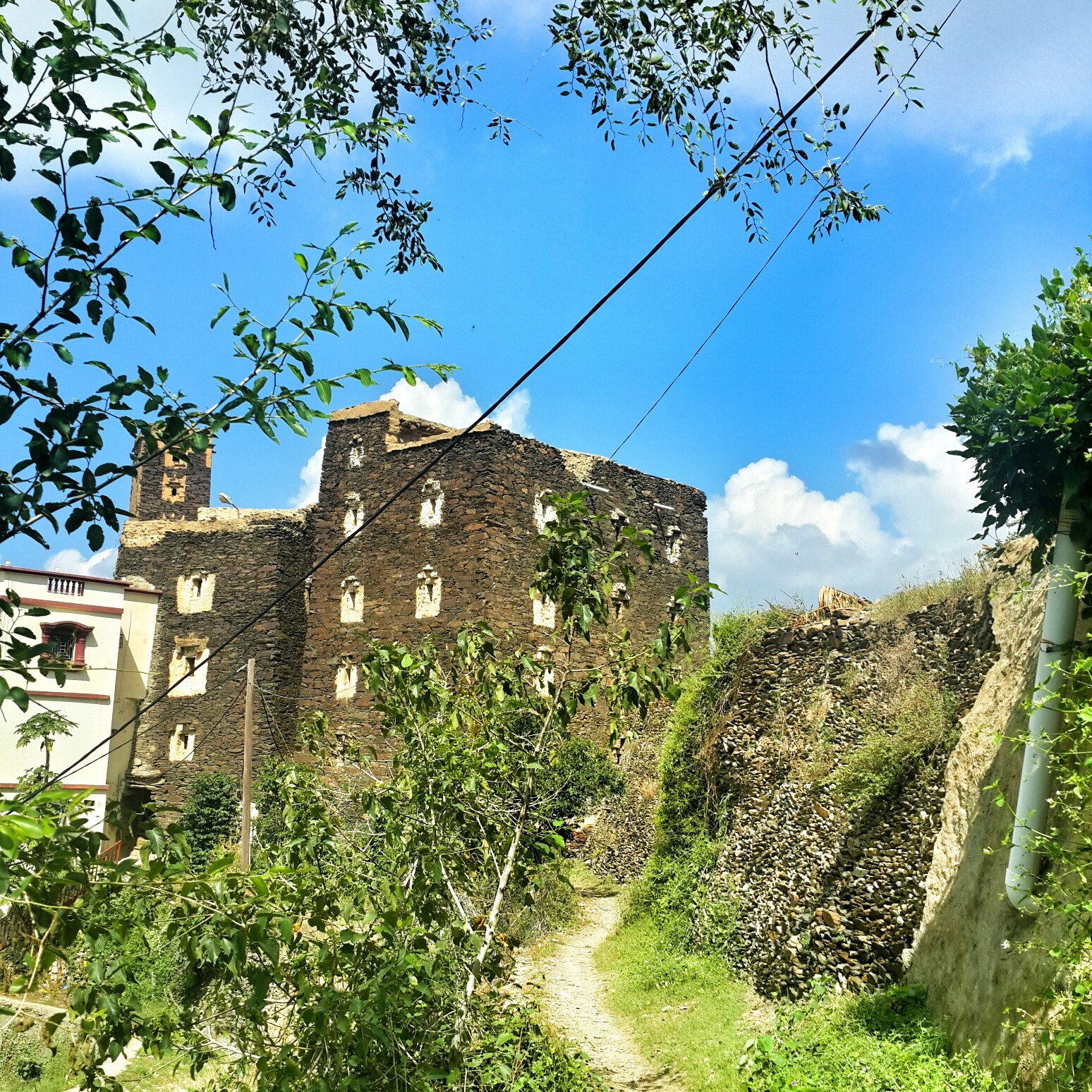
قرية حصيبة الأثرية التابعة لمحافظة الداير بني مالك، بها مجموعة من الأبنية الدائرية والمربعة والمستطيلة، التي تحتوي نقوش أثرية.

### متحف جازان للآثار والتراث الشعبي
تأسس هذا المتحف عام 1403 هـ، وكان يقع تحت إشراف إدارة تعليم محافظة صبيا وحالياً أصبح تحت إشراف الهيئة العامة للسياحة والتراث الوطني، هذا المتحف يخدم منطقة تحدها جبال فيفاء ومحافظة بني مالك شرقا والبحر الأحمر غربا وحدود المملكة مع اليمن جنوبا إلى محافظة القنفذة شمالا.
محتويات المتحف
قاعات لعرض القطع الأثرية والتراثية الخاصة بمنطقة جازان معروضة بأحدث أساليب العرض العلمية. ومزودة بلوحات تضم صوراً وخرائط ومعلومات تاريخية عن المنطقة.
بالإضافة إلى المباني التي تشتمل على الأماكن الخاصة بالعمليات المساعدة للآثار كالترميم والتصوير والمساحة وقاعات للندوات والمحاضرات وأجنحة سكنية للزوار الرسميين وفرق المسح والتنقيب عن الآثار.

## الاقتصاد

### الزراعة

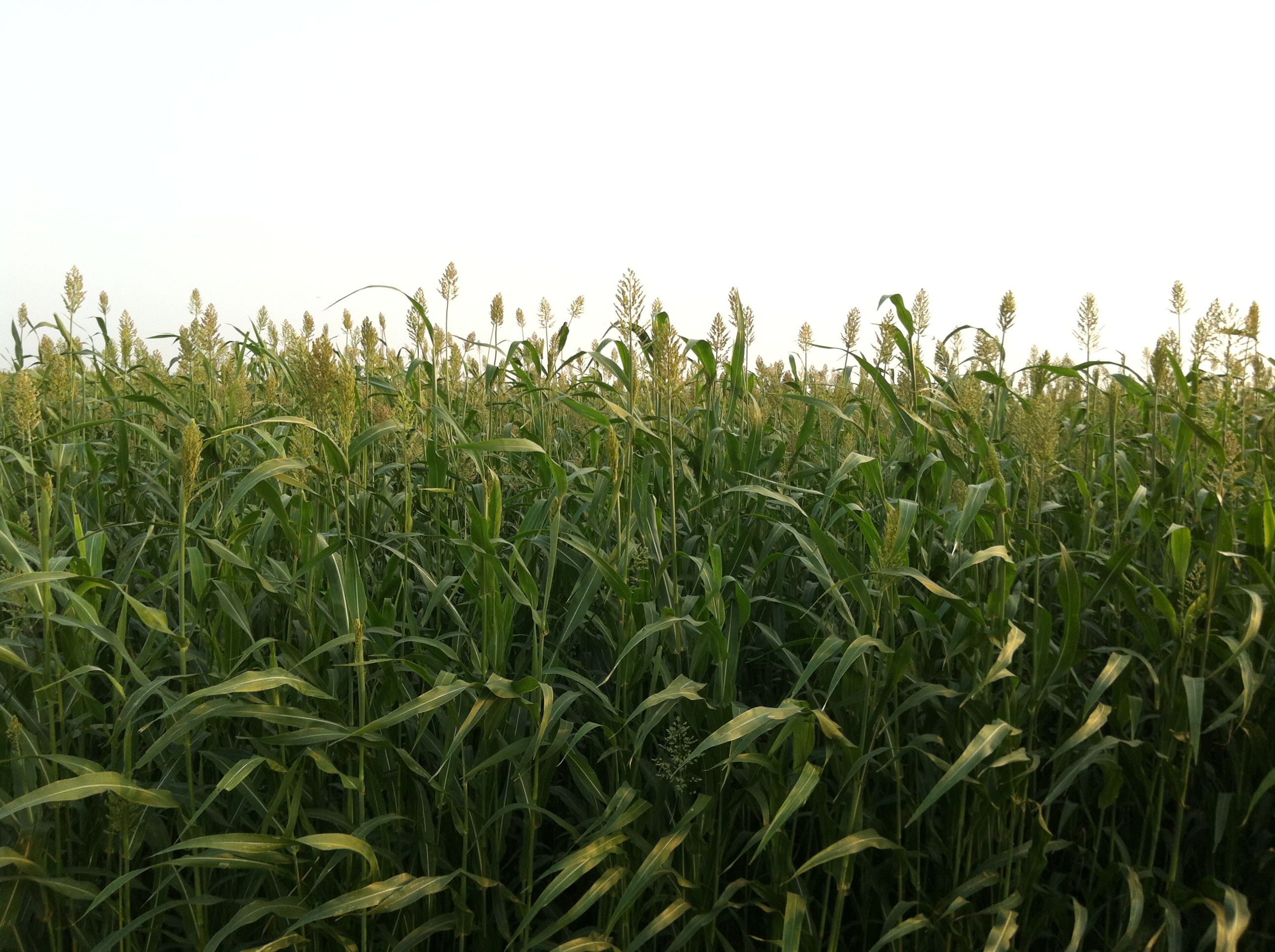
تعتبر الذرة الرفيعة أحد أهم المحاصيل التي تشتهر بها منطقة جازان

تتوفر بالمنطقة المقومات الأساسية للزراعة من خصوبة في الأراضي والمناخ المناسب لزراعة مئات الأنواع من الأشجار مع وجود المياه السطحية الناتجة عن الأمطار والسيول المتدفقة في معظم مواسم السنة وكذلك المياه الجوفية بما يمكن المزارع من الاستفادة المثلى في خلق بيئة زراعية لمختلف المحاصيل على مدار العام وبأسهل الطرق وأقل التكاليف. وهي تعتمد في زراعتها على مياه الأمطار والسيول والمياه الجوفية والسطحية.
وقد أقيم في منطقة جازان مشروع سد وادي جازان الذي يعد واحداً من أهم المشاريع الزراعية والتحكم في مياه الأمطار والسيول، وتلى ذلك إنشاء سد وادي بيش الذي يعتبر أحد أكبر السدود في المملكة.

#### أهم المحاصيل الزراعية
تشتهر المنطقة بزراعة الحبوب مثل الذرة والدخن بشكل أساسي، ولكنها تعمل أيضاً على زراعة التين والجوافة والاناناس والموز والبابايا والبطيخ والقرع والخضروات الورقية. وأهم المحاصيل الزراعية التي تشتهر به المنطقة أيضاً هو المانجو حيث تحتضن مزارع أراضي جازان ثلاثين صنفا من المانجو  إلى جانب نباتات الزينة الفل والكادي والنباتات العطرية المتنوعة.
وقد تم مؤخراً العمل على زراعة البن حيث أثبتت التجربة نجاحها في المزارع والمدرجات الزراعية الوقعة في جبال جازان، وقد تم عمل مهرجان للبن بمحافظة الدائر بني مالك تشجيعاً للمزارعين على عرض محاصيلهم. كما أن زراعة الذرة الرفيعة تتم على أربعة مواسم زراعية في جازان وسهول تهامة، أما زراعة السمسم فهي تتم على فترتين في الخريف والربيع وهي تعتمد على مياه الأمطار فقط.

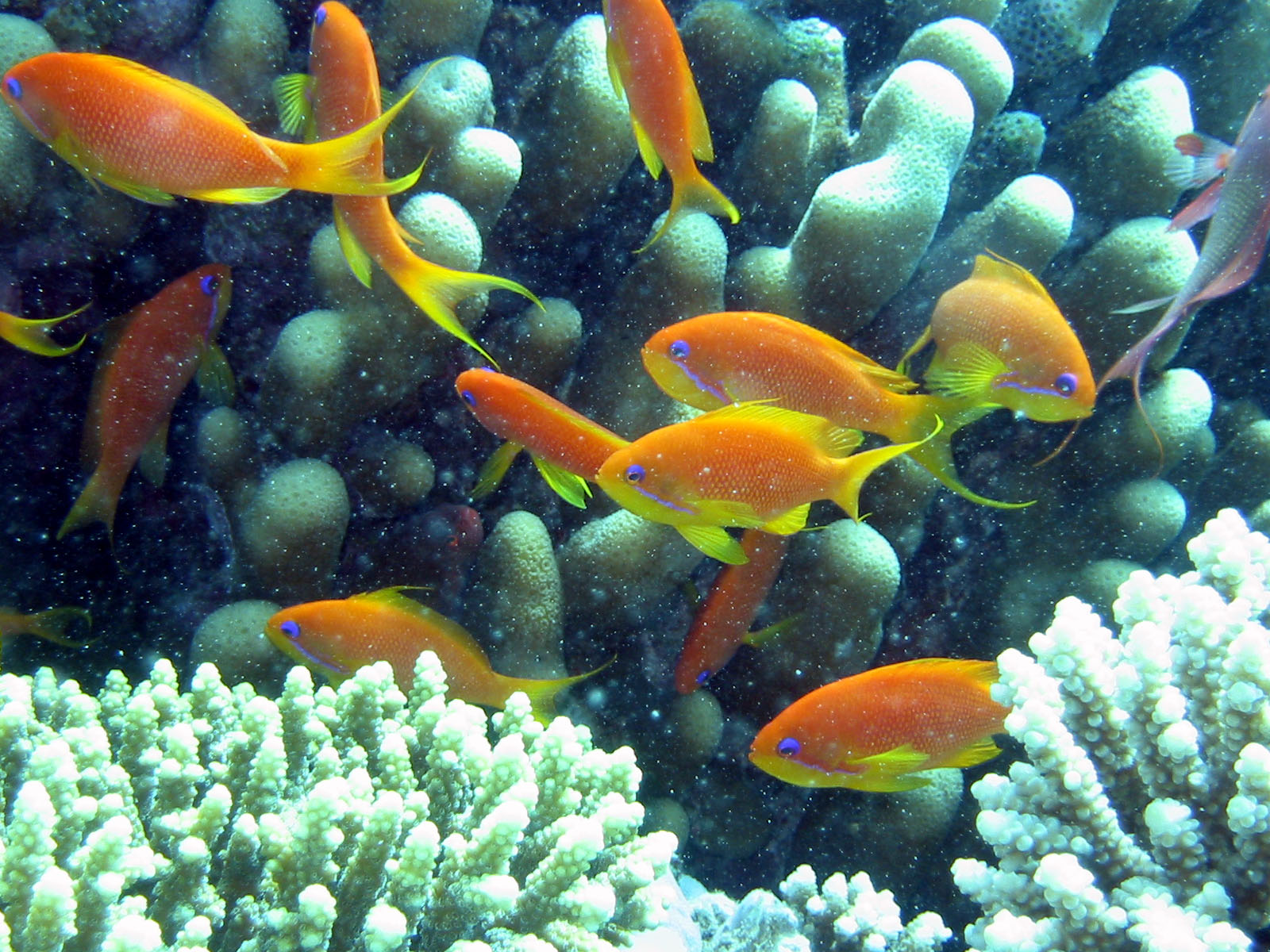
مرجان وأسماك البحر الأحمر

### الثروة السمكية
تميزت منطقة جازان بوفرة العوامل البيئية الملائمة لنمو وازدهار الثروة السمكية على امتداد مياهها الإقليمية وسواحلها على البحر الأحمر المقدرة بأكثر من 250 كم من الشقيق شمالا وحتى الموسم جنوبا مما أدى إلى توافر أنواع الأسماك التجارية طوال العام مثل الدراك (الكنعد) والهامور والشعور والبياض والعقام إلى جانب الربيان والقشريات والرخويات الأخرى والتي يتم صيدها معظم أيام العام.
ويعد سوق السمك المركزي بجازان معلما شعبيا واقتصاديا هاما لبيع مختلف الأنواع التي تشتهر بها المنطقة من الأسماك حيث يشهد حركة تجارية طوال العام.

### الصناعة

#### المدينة الصناعية
تم إنشاء المدينة الصناعية بجازان عام 1430 هـ الموافق 2009م بمساحة مليون متر مربع كمرحلة أولى لتلبية احتياجات الصناعيين بالمنطقة، ويعتبر الاستثمار بالمدينة الصناعية واعد بفضل وجود المقومات الصناعية كقرب المدينة الصناعية من ميناء بجازان (60 كيلومتر).

#### مدينة جازان الاقتصادية
تعتبر مدينة جازان الاقتصادية إحدى أهم المدن الاقتصادية التي بدأت المملكة العربية السعودية ببنائها على مدى عشرين عاماً بتكلفة استثمارية تزيد عن 100 مليار ريال سعودي. وقد تم تدشينها من قبل خادم الحرمين الشريفين الملك عبد الله بن عبد العزيز آل سعود، في نوفمبر 2006م.
وفي وقت وجيز، جذبت هذه المدينة استثمارات عالمية ومحلية تتركز في الصناعات البترولية ومجمع للحديد والصلب وفي مجالات البنى التحتية والخدمات المساندة بقيمة استثمارية تصل إلى 50 مليار ريال.
ومن أهم عناصر الجذب الرئيسية للمستثمرين من جميع أنحاء العالم أن مدينة جازان الاقتصادية تمتع بموقع استراتيجي مطل على أهم المسارات البحرية العالمية، وأيضاً أنها توفر أسعار تنافسية للطاقة تمنحها ميزة خاصة للجذب بفضل وجود مصفاة شركة أرامكو السعودية ذات القدرة التكريرية تصل إلى 400 ألف برميل يومياً، ووجود ميناء صناعي متكامل متعدد الاستخدامات تم تصميمه بأحدث التقنيات العالمية وتزويده بأفضل المعدات.
بالإضافة إلى وجود محطة لتوليد الطاقة لدعم الصناعات الرئيسية والثقيلة والصناعات الثانوية. وقد تم تخصيص ثلثي المدينة لاحتواء هذه الصناعات مع تخصيص مناطق مركزية للأعمال التجارية وتطوير الموارد البشرية وأحياء سكنية متنوعة ومجمعات للمراكز التجارية والصحية والتعليمية والخدمات المدنية ومناطق ترفيهية تضم أرقى المنتجعات والفنادق العالمية.

## منتدى جازان للاستثمار 2023
خلال "منتدى جازان للاستثمار 2023"، الذي انطلق في نوفمبر2023، جرى توقيع 18 اتفاقية ومذكرة تفاهم، تجاوزت قيمتها 31.6 مليار ريال (8.4 مليار دولار)، معظمها بين الهيئة الملكية للجبيل وينبع من جهة، وشركات محلية وأجنبية من جهة أخرى، وتشمل الاتفاقيات مجالات عديدة، من بينها السياحة، والتعليم، والصناعات الأساسية، والصناعات المتقدمة، وغيرها. كما وقعت الهيئة الملكية للجيبل وينبع مذكرة تفاهم مع "هيئة البحر الأحمر" بهدف "النظر في الجزر القريبة من المنطقة، وتحويل جازان إلى وجهة سياحية عالمية"، بالمواءمة ما بين مبادرات مدينة جازان للصناعات الأساسية والتحويلية، واستراتيجيات السياحة الساحلية لـ"الهيئة السعودية للبحر الأحمر".

## الرياضة
تهتم منطقة جازان بالرياضة بشتى أنواعها ومن أبرز تلك الرياضات رياضة كرة القدم حيث تضم المنطقة عدد من الأندية الرياضية وهي نادي حطين بمحافظة صامطة ونادي التهامي بمدينة جيزان ونادي بيش في محافظة بيش ونادي اليرموك من محافظة أبو عريش ونادي الأمجاد من محافظة صبيا وكذلك نادي الصواري من محافظة فرسان ولعل أبرزها نادي حطين الرياضي الذي يلعب في دوري الدرجة الأولى السعودي (ركاء)، كما أن الفريق قد برز في رياضات أخرى غير كرة القدم وذلك في ألعاب القوى المختلفة، والتي كان قد مثلها مؤخراً العداء السعودي يوسف مسرحي حيث شارك في عدة سباقات في مجال 400 م، وهو أول عداء سعودي يحصل على الميدالية الذهبية في الدوري الماسي وكان السباق قد أقيم في أوسلو يونيو 2013 م. كما أن هنالك عدد من لاعبي المنطقة اللذين يلعبون ضمن صفوف الأندية السعودية الأخرى ومنهم عبده عطيف وأحمد عطيف ونايف هزازي وغيرهم.

## السياحة
لمنطقة جازان إمكانات طبيعية وتنوع مناخي وبيئي ومقومات سياحية تؤهلها بحق ان تكون مركز جذب سياحي على مدار العام وفق تكوينها الجغرافي، ففي شرقها تمتد المرتفعات الجبلية التي يبلغ ارتفاع بعضها ما يقارب (3000 م) وتمتاز بالطبيعة الخلابة والخضرة الدائمة والمناخ المعتدل صيفا، مثل (طلان وفيفاء والجبل الأسود وجبال بلغازي وجبال هروب والصهاليل والحشر والريث وجبال العبادل وسلا وجبال سحار وجبال ملحمه والفدنه في ديار بني شراحيل وقيس والقهر، وغيرها). ومنها تمتد الجداول الساحرة والشعاب إلى الأودية الغناء التي يفوق عددها عن (25) واديا من بينها واحد من أكبر أودية المملكة وادي بيش، وهناك أودية (صبيا وخلب ونخلان وتعشر ووساع وشهدان ولجب وقرى وريم ورزان والدحن). وهذه الأودية عبارة عن مشاهد جمالية بديعة لاحتوائها على بيئات متنوعة من النباتات المختلفة.

### المرتفعات الجبلية

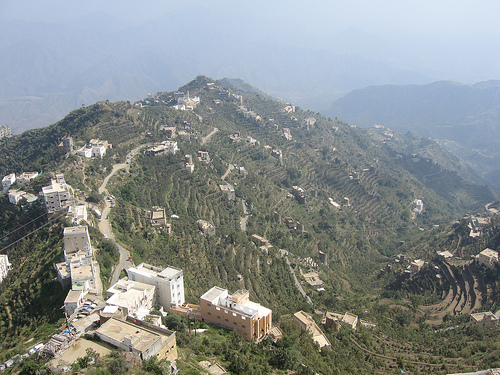
جبال فيفا
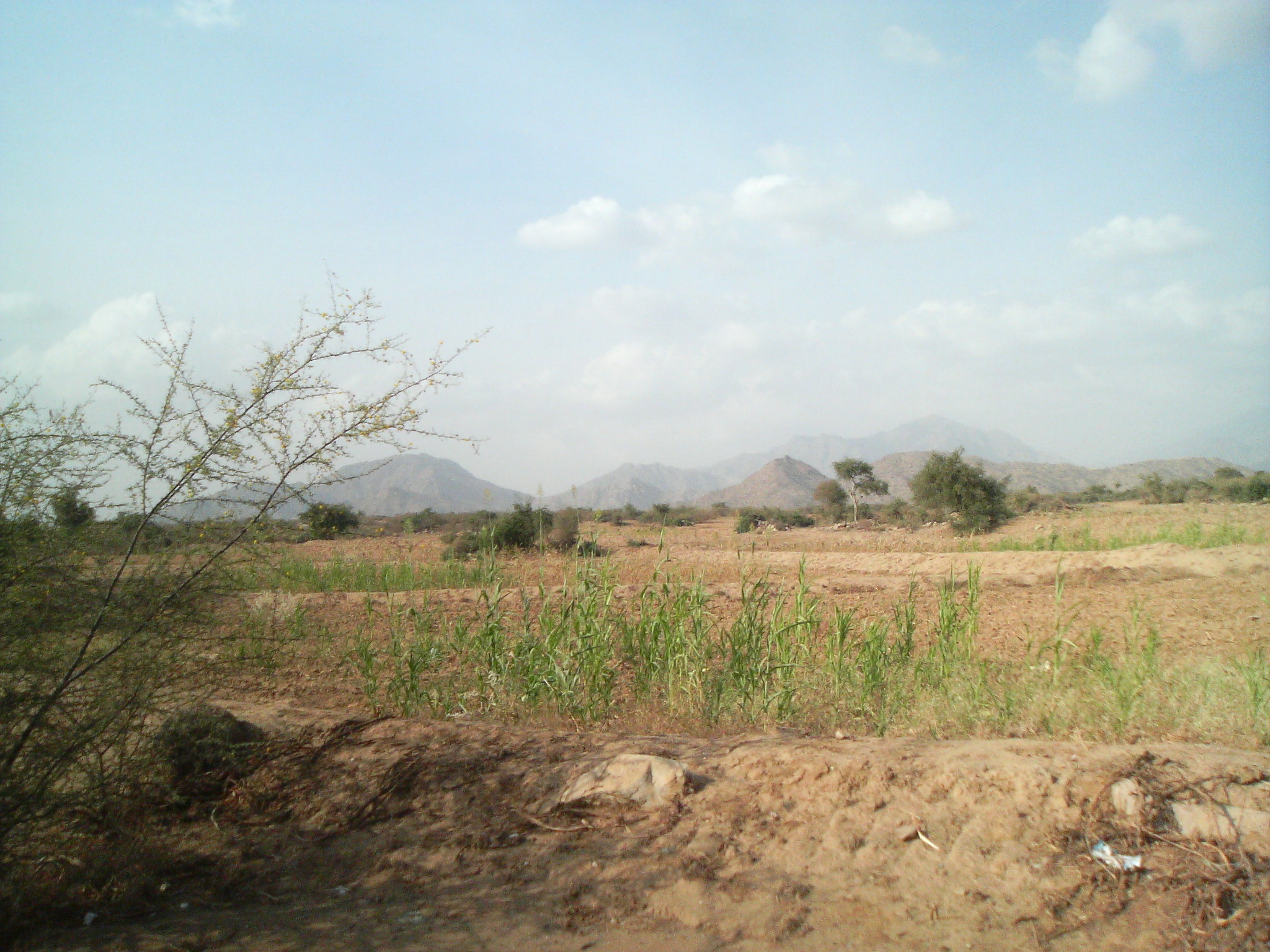
جبال الحرث

- جبال فيفا: تتكون من سلسلة من القمم المتفاوتة الارتفاع، أشهرها قمة العبسية ويعتبر فيما يشبه القوس من الشمال إلى الجنوب، ويحيط به وادي ضمد، من الشرق إلى رأس القوس غربا ووادي جورى في الشمال والغرب حيث يلتقيان في نقطة المحة غرب الجبل.
- جبال الحرث: منها جبل ملحمه وجبل الفدنه وجبل شحف التي تقع في الخشل في ديار بني شراحيل وجبل دخان وجبل الدَوّد وجبل الرميح في الخوبة مركز المحافظة
- جبال بنى مالك: تعد محافظة الداير بني مالك جزءاً من جبال الحجاز والتي تتميز خصائصها الجغرافية بوجود عدة جبال تفصل فيما بينها أودية عميقة مناظرها خلابة وغطائها النباتي كثيف وحياتها الفطرية متنوعة.
- جبال الريث والجبل الأسود: تقع في الجزء الشمالي الشرقي من منطقة جازان وتبعد عنها حوالي 150 كم ويحدها من الشرق وادي الحياة التابع لمنطقة عسير وجبال الحشر ومن الغرب مركز الحقو والفطيحة ومن الشمال وادي بيش ومن الجنوب محافظة هروب.
- جبال الحشر
- جبال بلغازي  حاضرتها محافظة العيدابي تبعد عن منطقة جازان مايقارب (80 كلم)، والعيدابي يقام بها مهرجان العسل السنوي في المنطقة، وقد اختيرت من جامعة الملك سعود كأفضل بيئة لتربية النحل وإنتاج العسل لما تتمتع به من تنوع التضاريس، حيث توجد بها جبال شاهقه من أبرزها مصيده وصماد كما أن هناك عدد من الأودية منها وادي قصي ووادي ضهايه وجورا.ووادي القاط ووادي طيه وتتميز بوجود الغابات الكثيفة في الأودية وكذلك المدرجات الزراعية بجبل صما وجبل مصيدة وهي بيئة خصبة للزراعة .
- جبال منجد: تبعد حوالي 12 كلم عن محافظة هروب التي تعتبر الحاضرة الأقرب لجبال منجد والمركز التجاري لجبال منجد.
- جبال الصهاليل وجبال هَرُوب: تتميز هذه الجبال الشاهقة الارتفاع بالطبيعة الخلابة والمدرجات الزراعية ووديانها الجارية ومعالمها الأثرية.
- جبال سلا: تقع في الجهة الشرقية لمحافظة العارضة ضمن سلسلة جبلية تضم أيضاً جبال العبادل وجبل قيس. تسكن جبل سلا عدة قبائل، منها بني معين، وبني ودعان، وآل جابر.

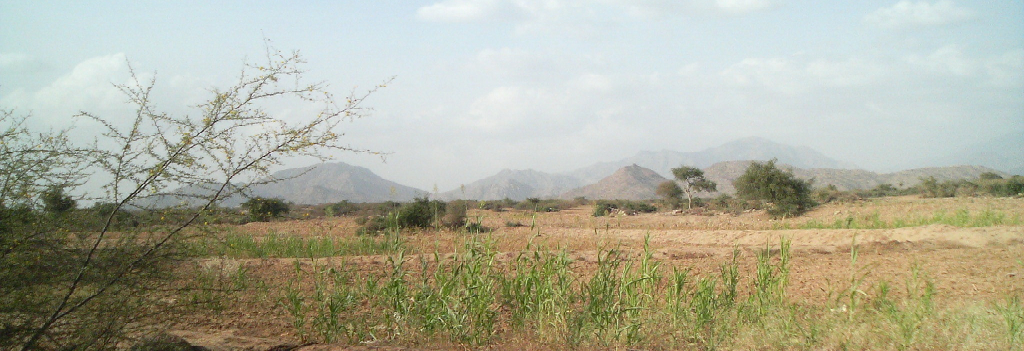
لقطة بانورامية لمرتفعات محافظة الحرث جنوب شرق منطقة جازان

### العيون الحارة
كما أن منطقة جازان تنفرد بوجود العيون الحارة التي يرتادها السياح والزوار للعلاج من بعض الأمراض الجلدية وأمراض المفاصل حيث توجد في المنطقة ثلاث مناطق للعيون الحارة هي:
- 1- العيون الحارة ومايسمى بالوغرة والواقعة شرق سد وادي جازان وتبعد عن مدينة جيزان ب 51 كلم وعليها مشروع سياحي طبي للشركة السياحية بالمنطقة.
- 2- العيون الحارة بالخوبة وتبعد عن جازان بمسافة 69 كلم.
- 3- العيون الحارة بوادي ضمد التي تم استصلاحها من قبل هيئة تطوير فيفاء وتعد من العيون النموذجية، وتتراوح درجات الحرارة الخارجية من هذه العيون ما بين 58 - 75 درجة مئوية ويبلغ متوسط درجة الحرارة للمياه الخارجية المجمعة من مجموع العيون حوالي 62% ويحتوي هذا الماء على درجة عالية من الأملاح لا سيما الصوديوم - البوتاسيوم - الفلورايد - المغنيسيوم - الحديد - الكالسيوم - الكبريتات - الكلورايد - السليكات - الفوسفات - الزنك.

### جزر فرسان

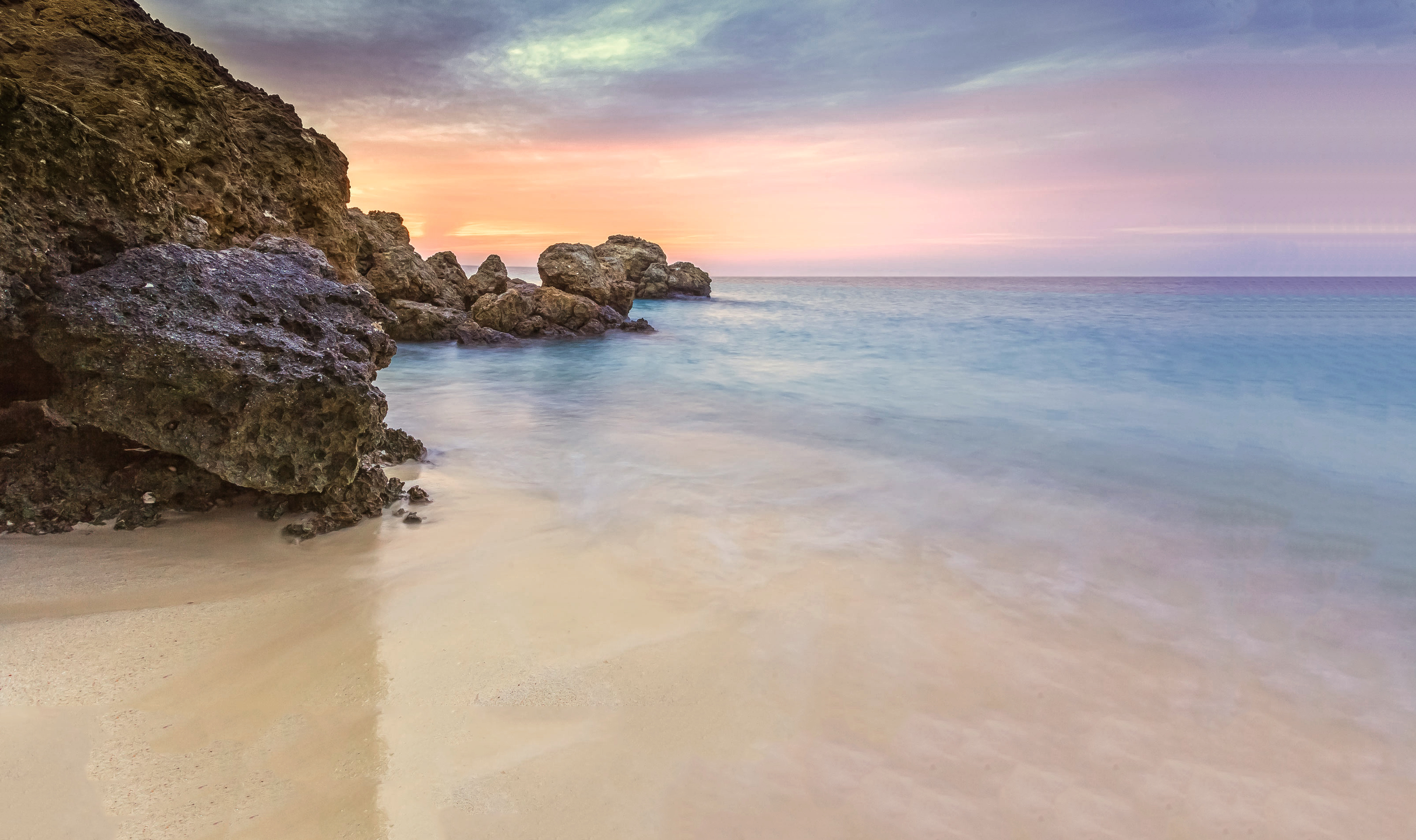
أحد شواطئ جزر فرسان

هي عبارة عن أرخبيل من الجزر ويقع هذا الأرخبيل إلى الغرب من منطقة جازان بحوالي أربعين كيلومتراً، ويوجد بالأرخبيل عدد كبير من الجزر وتختلف من حيث المساحة، أكبر هذه الجزر هي جزيرة فرسان. كما يوجد هناك عدد من المعالم التي تصف المراحل التاريخية التي مرت بها. كما تتميز أيضاً بسواحلها النظيفة وبحارها الغنية بالمرجان وعدد كبير من المخلوقات والأسماك البحرية والتي من ضمنها أسماك الحريد حيث يقام مهرجان في كل سنة لاصطياد هذا النوع من الأسماك تحت مسمى «مهرجان الحريد السياحي».

### مهرجان جازان الشتوي
هو مهرجان سياحي يقام في فصل الشتاء ينظمه مجلس التنمية السياحية بالمنطقة بالتعاون مع الهيئة العامة للسياحة والتراث الوطني تحت مسمى «جازان الفل مشتى الكل» ويشتمل على العديد من البرامج والأنشطة والفعاليات والعروض المسرحية ويهدف إلى إبراز تراث المنطقة الشعبي الزاخر وتقديمه كمنتج سياحي من خلال قرية جازان التراثية الواقعة في كورنيش جازان الجنوبي التي باتت معلماً حضارياً من معالم المنطقة.

### فنادق وشاليهات
| الفندق                                     | المدينة      | العنوان                                 | الفندق                         | المدينة | العنوان                                 |
| ------------------------------------------ | ------------ | --------------------------------------- | ------------------------------ | ------- | --------------------------------------- |
| كورت يارد (ماريوت)                         | جازان        | الراشد مول، بجوار مركز الصالح الترفيهي. | ريزيدنس إن (ماريوت)            | جازان   | الراشد مول، بجوار مركز الصالح الترفيهي. |
| فندق جازان إن                              | جازان        | مخطط 6، بجوار دوار الصدفة.              | فندق برج أوقات سعيدة           | جازان   | طريق الميناء، بجوار أمانة منطقة جازان.  |
| فندق أثيل                                  | جازان        | طريق الملك عبد العزيز، بجوار سوق شمس.   | فندق الحياة                    | جازان   | طريق الميناء، بجوار الميناء             |
| منتجع الأحلام                              | جازان        | جزيرة المرجان، الكورنيش الجنوبي.        | شاليهات الفارس                 | جازان   | جزيرة المرجان، الكورنيش الجنوبي.        |
| فندق عدنان                                 | جازان        | شارع المطلع.                            | فندق أوركيد جازان              | جازان   | طريق الأمير متعب.                       |
| فندق أسيل صبيا                             | جازان        | شارع الملك فيصل.                        | الصفا للأجنحة الفندقية         | جازان   | طريق الملك فهد.                         |
| قلعة المخلاف للوحدات السكنية.              | أحد المسارحة |                                         | ليالي الهنا للوحدات السكنية.   | صامطة   |                                         |
| العثاثي للشقق المفروشة                     | صبيا         | الشارع العام.                           | شقق السرحان المفروشة           | صبيا    | الشارع العام.                           |
| مركز السرحان للشقق المفروشة                | صبيا         | شارع الملك عبد الله.                    | برج البلد بلازا                | صبيا    | السوق الداخلي.                          |
| مجمع خواجى السكني للوحدات السكنية المفروشة | صبيا         | الشارع العام.                           | الخيول الذهبية للوحدات السكنية | صبيا    | الشارع العام، حي المحمدية.              |
| البرج للشقق المفروشة                       | بيش          | بجوار سوق الذهب.                        | الشاطىء موتيل للشقق المفروشة   | بيش     | شارع الملك عبد الله (طريق البحر)        |
| الهاشمي للشقق المفروشة                     | بيش          | شارع الجنوبي.                           | شتاء العالمية للأجنحة الفندقية | الدرب   | الطريق العام.                           |
| مركز عدن السكني                            | الدرب        | طريق جازان.                             | نازح للشقق المفروشة.           | الدرب   |                                         |